# Carex concinnoides
Carex concinnoides Mack. es una especie de planta herbácea de la familia de las ciperáceas.

## Distribución y Hábitat
Es nativa de América del Norte occidental de la Columbia Británica hasta California, donde se pueden encontrar en el hábitat húmedo o seco, a menudo en el bosque y pistas forestales, en limo y arcilla del suelo.

## Descripción
Esta planta produce racimos sueltos de tallos que alcanzan hasta unos 35 centímetros de altura máxima desde largos rizomas. Las hojas son gruesas, pero estrechas, en forma de hoz, y de color verde pálido. Las inflorescencias se producen en el tallo y algunas inflorescencias femeninas crecen de los nodos a lo largo del tallo. Las espiguillas tienen brácteas de color púrpura. Las flores femeninas tienen cuatro estigmas en cada pistilo, es su identificación característica. El fruto está recubierto en un saco llamado perigynium, que es de color blanco a marrón claro en color, con punta de color púrpura, y cubierto de pelos.

## Taxonomía
Carex concinnoides fue descrita por Kenneth Kent Mackenzie y publicado en Bulletin of the Torrey Botanical Club 33(8): 440–441. 1906.
Etimología
Ver: Carex